# Hypena nocturnalis
Hypena nocturnalis är en fjärilsart som beskrevs av Swinhoe. Hypena nocturnalis ingår i släktet Hypena och familjen nattflyn. Inga underarter finns listade i Catalogue of Life.